# Olney Springs
Olney Springs és una població dels Estats Units a l'estat de Colorado. Segons el cens del 2000 tenia 389 habitants.

## Demografia
Segons el cens del 2000, Olney Springs tenia 389 habitants, 145 habitatges, i 99 famílies. La densitat de població era de 653 habitants per km².
Dels 145 habitatges en un 35,9% hi vivien nens de menys de 18 anys, en un 50,3% hi vivien parelles casades, en un 13,1% dones solteres, i en un 31,7% no eren unitats familiars. En el 26,9% dels habitatges hi vivien persones soles el 14,5% de les quals corresponia a persones de 65 anys o més que vivien soles. El nombre mitjà de persones vivint en cada habitatge era de 2,68 i el nombre mitjà de persones que vivien en cada família era de 3,31.
Per edats la població es repartia de la següent manera: un 34,7% tenia menys de 18 anys, un 4,9% entre 18 i 24, un 26% entre 25 i 44, un 19% de 45 a 60 i un 15,4% 65 anys o més.
L'edat mediana era de 33 anys. Per cada 100 dones de 18 o més anys hi havia 92,4 homes.
La renda mediana per habitatge era de 25.536 $ i la renda mediana per família de 30.000 $. Els homes tenien una renda mediana de 18.958 $ mentre que les dones 17.222 $. La renda per capita de la població era de 13.554 $. Entorn del 9,4% de les famílies i el 13,9% de la població estaven per davall del llindar de pobresa.

## Poblacions més properes
El següent diagrama mostra les poblacions més properes.